# Сырбу, Илие
Илие Сырбу (рум. Ilie Sârbu; род. 26 мая 1950, Обрежа, Караш-Северин) — румынский богослов, экономист и политик. Член Социал-демократической партии, сенатор с 2004 по 2015 год от жудеца Тимиш. Министр сельского хозяйства Румынии с 2000 по июль 2004 года в кабинете Адриана Нэстасе и с 2008 по 2009 год в кабинете Эмиля Бока. В течение шести недель в 2008 году был председателем Сената.
Отец румынского политика Дачианы Сырбу, которая замужем за бывшим лидером Социал-демократической партии Виктором Понта, также политиком в кабинете Бока.

## Биография
Родился 26 мая 1950 года в коммуне Обрежа в жудеце Караш-Северин на юге Румынии. Закончил Теологический институт при Университете имени Лучиана Блага в Сибиу в 1975 году. С 1976 года работал профессором в богословском семинарии в городе Карансебеш. В 1981—1991 годах работал экономическим советником в Банатской митрополии Румынской православной церкви.
После Румынской революции 1989 года занялся предпринимательством. В 1991—2000 годах работал директором сельскохозяйственной фирмы Fangmeier. В 1993 году вступил в Социал-демократическую партию. В 1998 году закончил экономический факультет Крайовского университета по специальности «менеджмент». В 2001 году стал министром сельского хозяйства при премьер-министре Нэстасе. В 2004 году Нэстасе уволил Илие.
В 2004 году был избран сенатором. С октября по декабрь 2008 года был председателем Сената после ухода Николае Вэкэрою. В 2008 году был переизбран сенатором и снова стал министром сельского хозяйства. 1 октября 2009 года отказался от должности в знак протеста против ухода вице-премьера Дан Ника.

## Скандалы
В 2001 году, во время своего поста министра сельского хозяйства, был обвинён в незаконной приватизации компании SC Dionysos SA Ceptura в жудеце Прахова. В 2003 году распространились сообщения о приобритении Илие большой виллы в центре Бухареста по цене, ниже рыночной.
В 2006 году Сырбу был обвинён бывшим агентом жудеца Караш-Северин в сотрудничестве с румынской политической полицией Секуритате в 1980-х и участии в миссии в Ватикан. Сырбу отрицал такие заявления и предоставил сертификат Национального совета по изучению архивов Секуритате, подтверждающий, что его имя отсутствует в документах как имя агента или шпиона. Имя Сырбу, однако, оказалось в списке агентов, принадлежащему бывшему шпиону Ливиу Турку. Илие отрицал какие-либо связи с коммунистическим правительством и заявил, что сам в то время находился под наблюдением Секуритате.